# Adalbert Forstreuter
Adalbert Albrecht Ruprecht Forstreuter (* 7. September 1886 in Popelken, Ostpreußen; † 3. Mai 1945 bei Buchow-Karpzow, Brandenburg) war ein deutscher Schuldirektor. Von 1923 bis 1933 leitete er die Städtische Höhere Mädchenschule in Wriezen. Danach trat er als Autor nationalsozialistischer Propagandaschriften hervor.

## Beruf
Nach dem Besuch einer Privatschule in seinem Heimatort Popelken wechselte Forstreuter auf die Präparandenanstalt in Insterburg und von dort auf das Lehrerseminar in Memel. Ebenfalls in Memel legte er 1907 die erste Lehrerprüfung und zwei Jahre darauf die zweite Lehrerprüfung ab. Anschließend wurde er Lehrer in Wriezen. Im Jahr 1912 legte er in Berlin die Mittelschullehrerprüfung und 1919 die Rektorprüfung für Mittel- und höhere Mädchenschulen ab. Vier Jahre später wurde er Leiter der Städtischen Höheren Mädchenschule in Wriezen. Diese Stellung hatte er bis 1933 inne. In diesem Jahr wurde die Schule aufgelöst und in das Wriezener Realprogymnasium überführt. Forstreuter trat als Schulleiter in den Ruhestand.

## Politische Propaganda
Forstreuter, der zum 1. Januar 1933 der NSDAP beigetreten war (Mitgliedsnummer 1.460.604), stellte sich nunmehr weitgehend in den Dienst der NS-Propaganda. Eine Tätigkeit als stellvertretender Abteilungsleiter für Wissen und Weltanschauung beim Deutschlandsender in Berlin gab er bereits Ende 1934 wieder auf, um sich in Berlin als freier Schriftsteller niederzulassen. Allerdings blieb er als freier Mitarbeiter beim Sender, trug im Rundfunk selbst verfasste Texte vor und beteiligte sich an Rundfunkdiskussionen.
Daneben publizierte Forstreuter, der sich bereits früher schriftstellerisch betätigt hatte, zahlreiche, vorwiegend weltanschauliche Aufsätze. Er veröffentlichte in einem breiten Spektrum von Zeitschriften, darunter Westermanns Monatshefte, Programmzeitschriften wie Rufer und Hörer oder Die Sendung, aber auch Parteiorganen wie den Nationalsozialistischen Monatsheften, Arbeitertum und dem Kalender der Deutschen Arbeit. Ferner hielt Vorträge über politische Themen.
Eine besondere Beziehung verband ihn mit Bulgarien. Mehrfach bezog er in Wort und Schrift zu Themen Stellung, die dieses Land berührten. Dabei wies er auf die „kulturpolitische Schlüsselstellung des Landes zwischen dem 'Abendland' und der Türkei“ hin.
Seine Hauptwerke sind jedoch einige Bücher, in denen er unter anderem die Völkerwanderung, die Errichtung des preussischen Ordensstaates, die Ansiedlung Deutscher in slawisch geprägten oder rein slawischen Gebieten und die Tätigkeit der Hanse als Verbreitung des Deutschtums und seiner Kultur im Sinne der nationalsozialistischen Ideologie interpretiert. Zwei seiner Bücher wurden von Rudolf Jung, einem der wichtigsten Theoretiker des Nationalsozialismus herausgegeben.

## Familie und Privates
Adalbert Forstreuter wurde als Sohn des von Salzburger Exulanten abstammenden Kaufmanns Adolph Forstreuter und der Johanne, geb. Wermbter, geboren. Seine erste Ehe mit der Lehrerin Anna Hintz, mit der er einen Sohn hatte, wurde geschieden. In zweiter Ehe heiratete er am 16. März 1937 in Berlin Karoline Friederike Maria Ulrich, mit der er drei weitere Kinder hatte.
Kurz vor dem Ende des Zweiten Weltkriegs nahm Forstreuter an dem Versuch teil, aus dem eingeschlossenen Berlin, in Richtung der 12. Armee unter General Walther Wenck, auszubrechen. Zusammen mit vielen anderen fiel er am 3. Mai 1945 bei Buchow-Karpzow. Erst in einem Massengrab auf freiem Felde beigesetzt, wurde er im Herbst 1945 in einem Sammelgrab auf dem Friedhof von Buchow-Karpzow bestattet.

## Schriften (Auswahl)

### Bücher
- Etwas von der Seele Jahrmarkt. J. Singer. Strassburg 1910.
- Führergestalten in der deutschen Geschichte. Kampfschriften der Obersten SA-Führung 5. Franz Eher Nachf., München 1938.
- Aus dem ersten ins Dritte Reich. Deutsches Ringen um den böhmischen Raum. Unter Mitarbeit von Kurt Massmann. Hrsg. von Rudolf Jung. C.A. Weller Verlag, Berlin 1939.
- Der endlose Zug. Die deutsche Kolonisation in ihrem geschichtlichen Ablauf – Ein Führer zum Deutschtum im Ausland. Kampfschriften der Obersten SA-Führung 14. Franz Eher Nachf., München 1939.
- Deutsches Ringen um den Osten. Kampf und Anteil der Stämme und Gaue des Reiches. C.A. Weller Verlag, Berlin 1940.
- Schicksalsraum Westen. Tausendjähriger Kampf um deutsches Land. Hrsg. von Rudolf Jung. C.A. Weller Verlag, Berlin 1941.

### Zeitschriftenartikel
- Das einige Jungdeutschland. In: Das freie Wort. Frankfurter Monatsschrift für Fortschritt auf allen Gebieten des geistigen Lebens. Jg. 14 (1914) Heft 13/14. Neuer Frankfurter Verlag, Frankfurt am Main, 1914, S. 387–391.
- Hat das neue Kriegsjahr neue Gebote? Eine Kriegsstunde mit Kindern. In: Kinderland. Blätter für Ethische Jugenderziehung. Monatsbeilage zu „Ethische Kultur“. Hrsg. von R. Penzig. Berlin im November 1916, S. 43–44.
- Die Entwicklung der nationalsozialistischen Bewegung im Kreise Oberbarnim. In: Kreiskalender Oberbarnim. Ein Heimatbuch für Stadt und Land für das Jahr 1934. Jg. 23. Hrsg. von Rudolf Schmidt. Bad Freienwalde (Oder) 1934, S. 71–77.
- Bauer und Soldat. Eine bulgarische Studie. In: Odal. Monatsschrift für Blut und Boden, Jg. 3, 1934, Heft 6, S. 423–432.
- Rufer und Hörer in schöpferischer Gemeinschaft. Akustischer und Seelischer Raum der Sprache. Vom Funk her gesehen. In: Rufer und Hörer. Monatshefte für Rundfunk und Fernsehen. Jg. 4 (1934/1935), Heft 8/9. Schwabenverlag, Stuttgart 1935, S. 337–340.
- Gemeinschaftserlebnis durch funkisches Wort. In: Rufer und Hörer. Monatshefte für Rundfunk und Fernsehen. Jg. 4 (1934/1935), Heft 10/11. Schwabenverlag, Stuttgart 1935, S. 432–438.
- Beim japanischen Rundfunk. In: Die Sendung. Rundfunkwoche. Jg. 11 (1934), Nr. 41. Verlagsgesellschaft Berlin, Berlin 1934, S. 740–742.
- Salzburger Stamm auf ostpreußischem Boden. In: Odal. Monatszeitschrift für Blut und Boden. Bd. 1934/1935, Heft 3. Wonnemond 1935, Goslar, S. 847–857.
- Das Wunder des Fernsehens. In Westermanns Monatshefte. Jg. 80, Bd. 159. September 1935 bis Februar 1936. Verlag von Georg Westermann, Braunschweig 1935, S. 17–19.
- Bulgarien und seine kulturpolitische Zeitwende. In: Nationalsozialistische Monatshefte. Zentrale politische und kulturelle Zeitschrift der NSDAP. Jg. 7, Heft 74. Mai 1936. Hrsg. von Alfred Rosenberg. Franz Eher Nachf., München 1936, S. 426–435.
- Buntes Land zwischen zwei Kulturen: Bulgarien. In: Westermanns Monatshefte. Jg. 80, Bd. 160. März 1936 bis August 1936. Verlag von Georg Westermann. Braunschweig 1936, S. 209–216.
- Bildung in der Gemeinschaft. In Westermanns Monatshefte. Jg. 81, Bd. 162. März 1937 bis August 1937. Verlag von Georg Westermann, Braunschweig 1937, S. 14–16.
- Strassen verbinden die fernsten Teile der Volksgemeinschaft. In: Arbeitertum. Amtliches Organ der Deutschen Arbeitsfront einschließlich NS-Gemeinschaft „Kraft durch Freude“. Jg. 7 (1937), Folge 16, Verlag der Deutschen Arbeitsfront, Berlin 1937, S. 6–8.
- Deutscher Soldat. Vom Landsknecht zum Panzerwagenschützen. In: Westermanns Monatshefte. Jg. 82, Bd. 163. September 1937 bis Februar 1938. Verlag von Georg Westermann, Braunschweig 1937, S. 73–76.
- Vom Urstoff zum Werkstoff. Wandel des Weltbildes: Vistra, Buna und die Sojabohne. In: Westermanns Monatshefte. Jg. 82, Bd. 163. September 1937 bis Februar 1938. Verlag von Georg Westermann, Braunschweig 1937, S. 185–188.
- Nachwuchslenkung und Berufswahl. In: Arbeitertum. Amtliches Organ der Deutschen Arbeitsfront einschließlich NS-Gemeinschaft „Kraft durch Freude“. Jg. 8 (1938). Folge 7, S. 8–9.
- Die deutsche Forschung und der Vierjahresplan. In: Kalender der Deutschen Arbeit 1938. Hrsg. vom Presseamt der Deutschen Arbeitsfront. Verlag der Deutschen Arbeitsfront, Berlin 1938, S. 61–65.